# Leonardo European Corporate Learning Award
Mit dem „Leonardo European Corporate Learning Award“ wurden zwischen 2010 und 2016 Personen geehrt, die „Leuchtturm-Projekte“ für die Bildung in Europa initiiert und realisiert haben und damit als Orientierungsmarke für andere Akteure in Europa Bedeutung haben. Um die europäische Wirtschaft leistungsfähiger und verantwortungsbewusster zu machen, zeichneten europäische Bildungsexperten europaweit wirkende Ideen und neue Wege für Corporate Learning aus.

## Geschichte
Im Jahr 2010 haben Alexander Petsch, Geschäftsführer des HRM Research Institute und des Messeveranstalters spring Messe Management, und  Winfried Sommer, Mitglied der Wissenschaftlichen Leitung des Kongresses „Professional Learning Europe“, den Preis initiiert. Ausgangspunkt war die Finanzkrise 2009, die aus Sicht der Initiatoren gezeigt hat, dass hilflose Forderungen nach mehr Bildung von Wirtschaftsvertretern und Politikern nicht ausreichen, um mehr Verantwortung in Top-Managementpositionen zu erreichen. Sie fordern vor allem mehr Qualität im lebenslangen Lernen und setzen dafür auf Persönlichkeiten, die weltweit mit Wissens- und Lernwelten vertraut sind und hohes Ansehen genießen.
Dem Steering Committee gehören neben der Wissenschaftlichen Leitung des HRM Research Institutes – Alexander Petsch und Winfried Sommer – der Sekretär des Leonardo-Beirats, Günther M. Szogs, an. Der Leonardo – European Corporate Learning Award ist ein Ehrenpreis. Die Mitglieder eines Beirats (Advisory Board) schlagen Kandidaten vor und wählen den Sieger aus.

## Mitglieder des Beirats
- Leif Edvinsson (Schweden), Universität Lund, Präsident des „New Club of Paris“
- Richard Straub (Österreich), Secretary der European Learning Industry Group (ELIG), Präsident der österreichischen Peter Drucker Society
- Wim Veen (Niederlande), Professor an der Technischen Universität Delft und „Member of the Dutch National eLearning Award“
- James Powell (England), britischer Lern- und Kommunikationsforscher
- Søren Henriksen (Dänemark), ehemaliger dänischer Unternehmensverbands- und Sportverbandspräsident, Präsidiumsmitglied European Employers Organization in Brüssel
- Markku Markkula (Finnland), Aufsichtsratsvorsitzender des Finnish Information Society Development Center TIEKE
- Peter Palme (Schweiz), Head Learning & Development EMEA von Syngenta
- Diego Sanchez de Leon (Spanien), verantwortlich für „Talent and Organization Performance for Europe, Middle East, Africa and Latin America“ bei Accenture
- Dagmar Woyde-Köhler (Deutschland), Managing Director der EnBW Akademie
- Günter Koch (Deutschland), Generalsekretär des New Club of Paris
- Peter Pawlowsky (Deutschland), Technische Universität Chemnitz, Professur Personal und Führung, Personnel Management & Leadership Studies, University of Technology Chemnitz;
- Corinna Pregla (Deutschland), Künstlerin und Kulturvermittlerin in den Bereichen Bildung, Wirtschaft, Wissenschaft, Gesellschaft. Konzeption, künstlerische Gestaltung und Moderation der Leonardo Award Ceremony seit 2012. (Moderation gemeinsam mit Michael Spencer, London)

## Preisträger
- Preisträger 2010: Jacques Delors, ehemaliger Präsident der Europäischen Kommission und Vorsitzender der UNESCO-Bildungskommission
- Preisträger 2011: Jimmy Wales: Mitbegründer von Wikipedia[1]
- Preisträger 2012: Hans-Jörg Bullinger (Kategorie „Thought Leadership“) ehem. Präsident der Fraunhofer-Gesellschaft, Kurt Stoll und Wilfried Stoll (Kategorie „Company Transformation“) Gründer der Festo AG & Co. KG, Sugata Mitra (Kategorie „Crossing Borders“)[2]
- Preisträger 2013: Dorothy A. Leonard (Kategorie „Thought Leadership“), Nick van Dam (Kategorie „Company Transformation“), Gary Copitch (Kategorie „Crossing Borders“)[3]
- Preisträger 2014: Hasso Plattner (Kategorie „Thought Leadership“), Calvin Grieder, Bühler AG (Kategorie „Company Transformation“), Caroline Jenner (Kategorie „Crossing Borders“)[4]
- Preisträger 2015: Teemu Arina, Claudia Suhov, Christoph Brosius, Thieu Besselink[5]
- Preisträger 2016: Otto Scharmer (Kategorie „Thought Leadership“), Hans Rosling, Ola Rosling, Anna Rosling Rönnlund (Kategorie „Crossing Borders“), Vincent Zimmer und Markus Kreßler (Kategorie „Young Leonardo“)[6]

## Bekanntgabe und Verleihung
Die Preisträger werden jährlich im Frühjahr bekannt gegeben. Die eigentliche Verleihung erfolgt jeweils im Herbst.